# Svāmī Vivekānanda

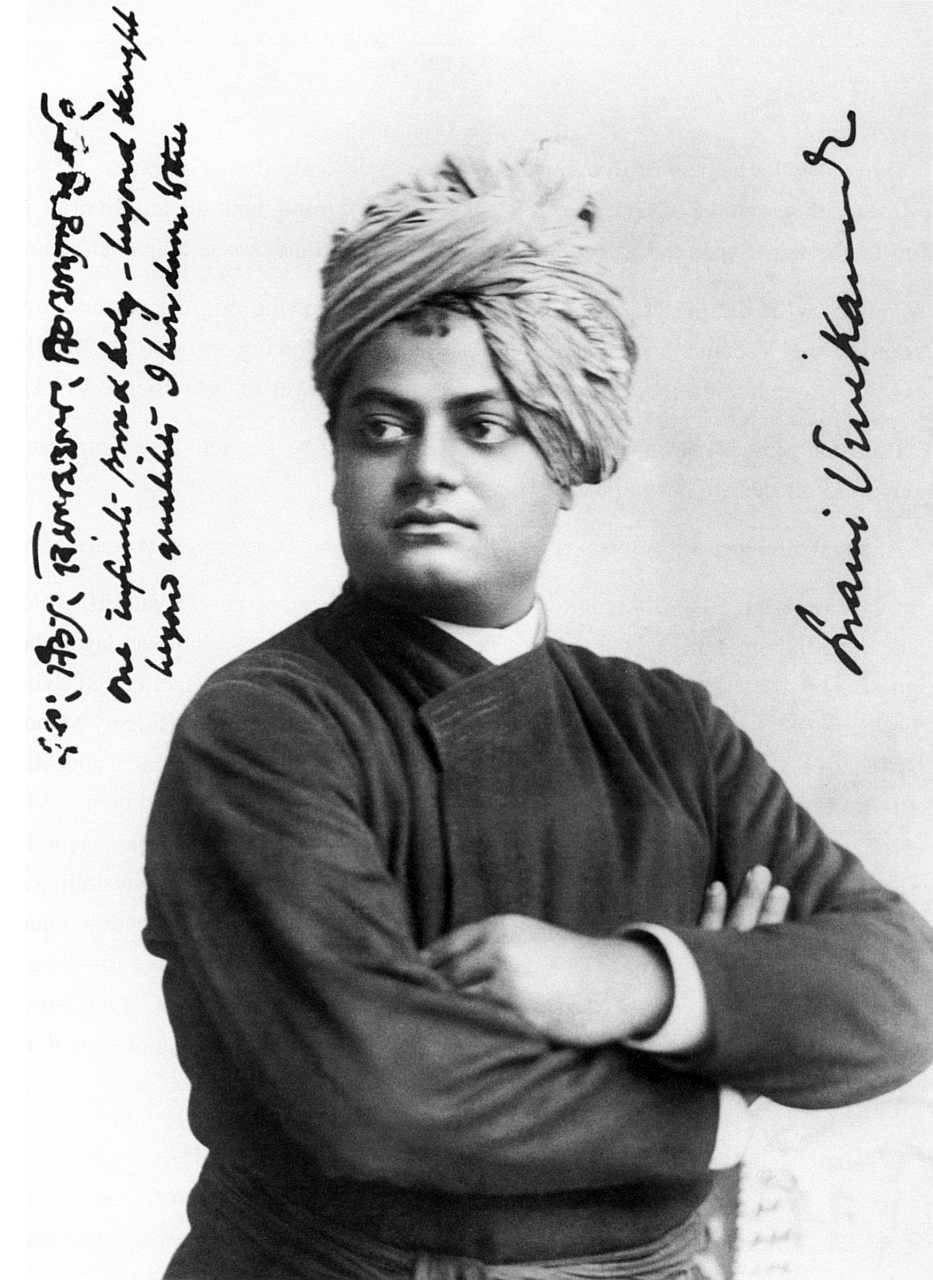
Svāmī Vivekānanda

Svāmī Vivekānanda (Bengali: স্বামী বিবেকানন্দ Shami Bibekanondo; tiếng Anh: Swami Vivekananda), tên khai sinh là Narendranath Dutta (Nôrendronath Dotto) (12 tháng 1 năm 1863 - 4 tháng 7 năm 1902) là một tu sĩ Ấn Độ giáo Ấn Độ, một trong những lãnh tụ tinh thần nổi tiếng nhất và có ảnh hưởng nhất của trường phái Vedānta. Ông là đại đệ tử của Ramakrishna Paramahamsa và là người sáng lập ra Ramakrishna Math và Ramakrishna Mission. Nhiều người xem ông là thần tượng cho lòng nhiệt tình, ảnh hưởng tích cực lên lớp trẻ, tầm nhìn thoáng về các vấn đề xã hội, và vô số bài giảng và bài nói chuyện về triết lý Vedanta.

## Tiểu sử

### Sinh ra và thời thơ ấu
Narendranath Dutta (thường gọi tắt là Narendra và Naren) sinh ra ở Shimla Pally, Kolkata, Tây Bengal, Ấn Độ vào ngày 12 tháng 1 năm 1863 như là con trai của Viswanath Dutta và Bhuvaneswari Devi. Mặc dù còn nhỏ tuổi, cậu bé đã lộ rõ sự khôn ngoan và trí nhớ tốt. Cậu thực tập thiền định từ tuổi rất bé. Khi tại trường, cậu học giỏi, cũng như chơi được nhiều trò thể thao. Cậu tổ chức một đoàn hát nghiệp dư và một gymnasium và học các mônđánh kiếm, đánh vật, đua thuyền và các môn thể thao khác. Cậu cũng học các chơi nhạc cụ và thanh nhạc. Cậu là lãnh đạo trong nhóm các bạn bè. Ngay từ khi còn nhỏ tuổi, cậu thắc mắc về sự đúng đắn của các phong tục mê tín dị đoan và sự phân biệt dựa trên giai cấp (caste) và tôn giáo.
Vào năm 1879, Narendra vào trường Cao đẳng Presidency, Calcutta để học các lớp cao hơn. Sau một năm, cậu gia nhập Cao đẳng Hội thánh Scotland, Calcutta và học tập ngành triết học. Trong khóa học, cậu học logic phương tây, triết lý phương tây và lịch sử của các quốc gia châu Âu.
Các câu hỏi bắt đầu nổi lên trong đầu óc non trẻ của Narendra về Thượng đế và sự hiện hữu của Thượng đế. Điều này làm cậu liên hệ với Brahmo Samaj, một phong trào tôn giáo quan trọng vào thời gian đó, được lãnh đạo bởi Keshab Chandra Sen. Nhưng những lời cầu nguyện của giáo đoàn của Samaj và những bài hát thánh ca không làm thỏa mãn lòng khao khát của Narendra để nhận ra được Thượng đế. Cậu hỏi các lãnh tụ của Brahma Samaj liệu là họ đã thấy Thượng đế bao giờ hay chưa. Cậu không bao giờ có câu trả lời thỏa đáng. Đúng vào thời gian này Giáo sư Hastie của Cao đẳng Hội thành Scotland bảo cậu tìm đến Sri Ramakrishna ở vùng Dakshineswar.

### Với Ramakrishna
Narendra gặp Ramakrishna lần đầu tiên vào tháng 11 năm 1881. Cậu hỏi Ramakrishna cùng một câu hỏi cũ, liệu là ông đã nhìn thấy Thượng đế hay chưa. Câu trả lời ngay lập tức từ Ramakrishna là, "Rồi, ta thấy Thượng đế, cũng như ta nhìn thấy con nơi này, chỉ ở một mức độ rất mạnh hơn mà thôi." Narendra kinh ngạc và bối rối. Cậu có thể cảm thấy lời nói của ông ta chân thật và thốt ra từ chiều sâu của kinh nghiệm bản thân. Cậu bắt đầu ghé thăm Ramakrishna thường xuyên.
Mặc dù Narendra không thể chấp nhận Ramakrishna và những điều ông ta nhận thấy, cậu không thể không chú ý đến ông. Luôn luôn là trong bản chất của Narendra là phải thử nghiệm bất kì điều gì một cách cặn kẽ trước khi cậu có thể chấp nhận nó. Cậu thử Ramakrishna đến mức tối đa, nhưng vị thầy kiên trì, vị tha, khôi hài, và đầy tình thương. Ông không bao giờ yêu cầu Narendra từ bỏ suy luận, và ông đương đầu với tất cả các tranh luận của Narendra và các thử nghiệm của cậu với sự kiên nhẫn vô hạn. Theo thời gian, Narendra chấp nhận Ramakrishna, và khi cậu chấp nhận, sự chấp nhận của cậu là hoàn toàn thành tâm. Trong khi Ramakrishna chủ yếu dạy thuyết nhị nguyên và Bhakti cho các đệ tử còn lại, ông dạy cho Narendra môn Advaita Vedanta, triết lý nhất nguyên.
Cha của Narendra đột ngột qua đời năm 1884, khiến gia đình ông bị phá sản; chủ nợ liên tục đến đòi nợ, và những người bà con dọa đuổi gia đình ông khỏi quê hương. Narendra, từng là con một gia đình có của ăn của để, trở thành một trong những sinh viên nghèo nhất cao đẳng. Ông cố kiếm việc không được và nghi vấn sự hiện hữu của Thượng đế, nhưng dần tìm được sự an ủi nơi Ramakrishna và đến thăm Dakshineswar nhiều hơn. Trong suốt thời gian học tập năm năm dưới sự hướng dẫn của Ramakrishna, Narendra đã được chuyển hóa từ một cậu bé hiếu động, tò mò, không kiên nhẫn thành một người đàn ông trưởng thành.
Có lần Narendra cung thỉnh Ramakrishna đi khấn nữ thân Kali gia hộ cho tài chính gia đình ông ổn định lại. Ramakrishna bảo Narendra nên tự đi khấn. Theo lời thầy Ramakrishna, Narendra đến đền 3 lần, nhưng khi đến đền ông không thể cầu điều gì liên quan tới những ràng buộc trần thế. Cuối cùng ông cầu xin sự thấu hiểu và quan tâm từ nữ thần. Narendra dần dần trở nên xuất thế, sẵn sàng từ bỏ mọi thứ để tìm ra Thượng đế, và nhận Ramakrishna làm đạo sư.
Không lâu sau đó, cuộc đời của Ramakrishna kết thúc dưới dạng ung thư cuống họng vào tháng 8 năm 1886. Sau sự kiện này Narendra và một nhóm nòng cốt của các đệ tử của Ramakrishna thề trở thành tu sỹ và từ bỏ tất cả, và bắt đầu sống ở một căn nhà được xem như là bị ma ám tại Baranagore. Họ nhận của bố thí để thỏa mãn cái đói và các nhu cầu khác được lo bởi các cư sĩ giàu có của Ramakrishna.

### Lang thang khắp Ấn Độ
Không lâu sau đó, những khất sĩ trẻ của xứ Baranagore muốn sống đời xuất gia lang thang với áo quần sờn rách và bát khất thực mà không có một của cải nào khác cả. Vào tháng 7 năm 1890, Vivekananda khởi hành một chuyến đi dài, mà không biết là cuộc du hành sẽ đưa mình về nơi nào. Cuộc du hành theo sau đó đã đưa ông đi khắp chiều dài và chiều rộng của tiểu lục địa Ấn Độ. Trong những ngày này, Vivekananda mang nhiều tên khác nhau như là Vividishananda, Satchidananda, v.v, Người ta cho rằng ông được gọi bằng tên Vivekananda bởi vua xứ Khetri cho những nhận thức sáng suốt của ông về sự vật, tốt và xấu.
Trong những ngày lang thang này, Vivekananda đã ngụ lại dinh thự của vua chúa, cũng như trong túp lều của người nghèo khổ. Ông đã có dịp tiếp cận khá gần với văn hóa của nhiều vùng khác nhau khác nhau của Ấn Độ và nhiều tầng lớp người khác nhau ở Ấn Độ. Vivekananda quan sát thấy sự bất công trong xã hội và sự tàn bạo trên danh nghĩa giai cấp xã hội (caste). Ông nhận ra nhu cầu canh tân hóa ở tầm vóc toàn quốc nếu như Ấn Độ muốn tồn tại. Ông đến Kanyakumari, cực nam tiểu lục địa Ấn Độ vào ngày 24 tháng 12 1892. Nơi đó, ông bơi qua biển và bắt đầu thiền định trên một tảng đá đơn độc. Do đó ông thiền trong suốt ba ngày và sau này nói là thiền về quá khứ, hiện tại và tương lai của Ấn Độ. Tảng đá sau này trở thành đài tưởng niệm Vivekananda tại Kanyakumari.
Vivekananda đến Madras và nói về những dự định của ông cho Ấn Độ và Ấn Độ giáo với các bạn trẻ ở Madras. Họ rất khâm phục vị xuất sĩ và khuyến khích ông hãy đi tới Hoa Kỳ và đại diện cho Ấn Độ giáo trong Hội nghị Quốc tế về các tôn giáo (World Parliament of Religions). Do đó, với sự giúp đỡ của các bạn ông ở Madras, các tiểu vương xứ Ramnad, Mysore và Khetri, Vivekananda bắt đầu chuyến du hành đến Mỹ.

### Ở phương Tây
Vivekananda được đón nhận nồng nhiệt tại Hội nghị các Tôn giáo quốc tế năm 1893 ở Chicago, Illinois, nơi ông đã có một loạt các bài giảng. Ông cũng được vỗ tay nồng nhiệt khi bắt đầu bài nói chuyện của mình bằng các từ nổi tiếng, "Các anh chị em của nước Mỹ." Chuyến đến đi đến Mỹ của Vivekananda được xem bởi nhiều người như là cột mốc đánh giá sự bắt đầu chú ý đến Ấn Độ giáo của người phương Tây không chỉ đơn thuần là một tập tục lạ lùng từ phương đông, nhưng như là một truyền thống triết học và tôn giáo sống động mà thực ra có thể có một vài thứ quan trọng để dạy cho người phương Tây. Chỉ trong một vài năm của Hội nghị, ông đã bắt đầu các trung tâm Vedantic ở New York City và London, nói chuyện ở nhiều đại học lớn và khơi dậy sự chú ý đến Ấn Độ giáo của người phương Tây. Thành công của ông không phải là không có những điều tranh cãi, đa số là từ những đoàn truyền giáo của Thiên Chúa Giáo mà ông hết sức chỉ trích. Sau bốn năm du hành, diễn thuyết và ẩn dật ở phương Tây, ông quay trở lại Ấn Độ vào năm 1897.

### Trở lại Ấn Độ
Những người hâm mộ và các tín đồ của Vivekananda đã tổ chức tiếp đón trọng thể khi ông quay trở lại Ấn Độ. Ở Ấn Độ, ông đã có một loạt các bài giảng, và tập hợp các bài giảng này được biết đến như là "Các bài giảng từ Colombo đến Almora" và được xem là đã nâng cao tinh thần của xã hội Ấn Độ bị áp bức lúc đó. Ông thành lập Hội truyền giáo Ramakrishna. Hội này bây giờ là một trong các dòng tu lớn nhất của xã hội Ấn Độ giáo ở Ấn Độ.
Tuy nhiên, ông phải chịu nhiều chỉ trích gay gắt của các nhà bảo thủ Ấn Độ guíao bởi vì đã du hành sang—cái mà họ cảm nhận như là—phương Tây không trong sạch. Những người đương thời cũng nghi vấn về động cơ hành động của ông, tự hỏi rằng liệu là danh vọng và hào quang của sự truyền bá Ấn Độ giáo đã thỏa hiệp với những lời thề nguyện ban đầu của ông khi bước vào dòng tu. Sự nhiệt tình của ông về Hoa Kỳ và nước Anh, và sự thành tâm về tôn giáo của ông đối với quê mẹ, đã tạo nên nhiều căng thẳng đáng kể trong những năm tháng cuối cùng của ông.
Ông du hành sang phương Tây một lần nữa từ tháng 1 năm 1899 đến tháng 12 năm 1900.

### Qua đời
Svāmī Vivekānanda viên tịch ngày 4 tháng 7 năm 1902. Ngày hôm đó ông dậy rất sớm, đến điện thờ ở Belur. Thông thường ông bảo mở hết các cửa, nhưng lần này ông đóng cửa sổ và khóa các cửa ra vào. Ông thiền định một mình từ 8 đến 11 giờ sáng, rồi ông giảng về trường phái Shukla-Yajur-Veda, văn phạm tiếng Phạn và triết lý yoga cho môn đệ. Sau đó ông thảo luận với các đạo hữu về dự án đại học Veda của Hiệp hội Ramakrishna. Lúc 7:00 tối. Vivekananda về phòng, đuổi hết đệ tử, yêu cầu họ không làm phiền. Đến 9:20 tối, ông viên tịch trong khi thiền tịch. Các môn sinh của ông thấy ông có mấy giọt máu chảy ra ở mũi, miệng và mắt. Họ tin là ông đã đạt được đại định (mahasamādhi), làm khai mở vùng luân xa vương miện (brahmarandhra) dẫn đến đứt mạch máu trong não ông. Lời tiên tri của Vivekananda: ""Tôi không sống đến bốn mươi tuổi đâu" đã trở thành hiện thực. Ông được hỏa thiêu trên một dàn hỏa táng dựng lên bằng gỗ chiên đàn, bên bờ sông Hằng tại Belur, đối diện với nơi thầy ông là Ramakrishna được hỏa táng 16 năm trước.

## Triết lý và các quy luật
Vivekananda bản thân là một triết gia nổi tiếng. Một trong những đóng góp quan trọng của ông là diễn tả làm thế nào mà suy nghĩ Advaitin không chỉ đơn thuần là một triết lý xa vời, nhưng làm thế nào nó cũng có hiệu quả về mặt xã hội hay cả về mặt chính trị. Một bài học quan trọng mà ông nói là nhận được từ Ramakrishna là "Jiva là Shiva " (mỗi cá nhân đều là thần linh). Điều này trở thành chân ngôn của ông, và ông hình thành khái niệm về daridra narayana seva - phụng sự Thượng đế trong và thông qua con người (khốn khổ). Nếu thật sự có một sự thống nhất của Đại ngã ẩn bên dưới tất cả mọi sự vật, thì trên cơ sở nào mà chúng ta tự xem là tốt hơn hay xấu hơn, hay là ngay cả giàu có hơn hay nghèo khổ hơn, những người khác? - Đây là câu hỏi mà ông tự hỏi chính mình. Cuối cùng, ông kết luận rằng những điểm khác nhau này sẽ mờ dần đi thành không còn gì cả trong ánh sáng của sự thống nhất trong kinh nghiệm đạt được Giải thoát (Moksha) của người thành tâm. Điều nổi lên là lòng từ bi đối với những "cá nhân" vẫn chưa nhận ra được sự thống nhất này và một lòng quyết tâm giúp đỡ họ.
Swami Vivekananda thuộc về một nhánh Vedanta tin rằng không một ai có thể tự do thật sự cho đến khi toàn bộ chúng ta đều tự do. Ngay cả mong muốn cứu rỗi mang tính cá nhân cũng phải được từ bỏ, và chỉ bằng các việc làm không mệt mỏi cho sự cứu rỗi của người khác mới là dấu hiệu thật sự của một người đã giác ngộ. Ông thành lập Hiệp hội Sri Ramakrishna Math trên cơ sở Atmano Mokshartham Jagad-hitaya cha (आत्मनॊ मोक्षार्थम् जगद्धिताय च) (cho sự cứu rỗi của bản thân và cho sự thịnh vượng của thế giới).
Tuy nhiên, Vivekananda cũng ủng hộ một sự phân biệt rõ rệt giữa tôn giáo và nhà nước ("nhà thờ và nhà nước"). Mặc dù các phong tục xã hội đã hình thành trong quá khứ với sự thừa nhận mang tính tôn giáo, bây giờ không phải chuyện của tôn giáo đi can thiệp vào các vấn đề như cưới xin, thừa kế và nhiều thứ khác. Một xã hội lý tưởng sẽ là một hỗn hợp của kiến thức Bà-la-môn, văn hóa Sát-đế-lợi, hiệu quả làm việc Phệ-xá và đạo đức bình đẳng Thủ-đà-la. Bị chi phối mạnh bởi bất cứ một thứ nào sẽ dẫn đến nhiều kiểu xã hội không cân bằng khác nhau. Vivekananda không cảm thấy rằng tôn giáo, hay bất cứ một thế lực nào khác, nên được dùng một cách bắt buộc để đem lại một xã hội lý tưởng, bởi vì điều này là một thứ gì đó sẽ tiến hóa một cách tự nhiên bởi các thay đổi mang tính cá nhân khi các điều kiện là thích hợp.
Vivekanda nhấn mạnh liên hệ giữa đạo đức với việc làm chủ tâm trí, đồng thời coi sự thật, sự thanh tịnh và bao dung là những yếu tố cần thiết để đạt được điều này. Ông khuyên các đồ đệ của mình sống trong sạch, không ích kỉ và có đức tin. Ông khuyến khích thực hành Phạm hạnh (sống độc thân). Trong một trong các cuộc nói chuyện với người bạn thời thơ ấu của mình là Sri Priya Nath Sinha ông nói rằng các sức mạnh về thể lực và tinh thần, tài hùng biện của ông có được là do thực tập Phạm hạnh. Ông còn khẳng định thành công là hệ quả của suy nghĩ và hành động toàn tâm toàn lực; trong các bài giảng tại Raja Yoga ông phát biểu "Lấy 1 ý tưởng. Biến nó thành cuộc đời bạn – nghĩ về nó, mơ về nó, sống trên nó. Hãy để bộ não, các cơ, hệ thần kinh của bạn tràn đầy ý tưởng này, và cứ bỏ mặc mọi ý tưởng khác. Đây là con đường thành công, là cách mà nhiều đạo sư tâm linh vĩ đại được tạo ra".
Vivekananda không ủng hộ các lãnh vực mới nổi lên như tâm lý học không truyền thống (para psychology), thuật chiêm tinh (một ví dụ có thể tìm thấy trong bài nói chuyện của ông Man the Maker of his Destiny, Complete-Works, Volume 8, Notes of Class Talks and Lectures) nói rằng dạng tò mò này không giúp cho sự tiến bộ về tâm linh nhưng thật ra là làm cản trở sự phát triển tâm linh.

## Tương tác với các nhân vật lớn cùng thời
Rất nhiều năm sau khi ông qua đời, Rabindranath Tagore (một thành viên nổi bật của Brahmo Samaj) đã nói: Nếu như bạn muốn biết về Ấn Độ, hãy nghiên cứu Vivekananda. Trong ông ta tất cả đều tích cực và không có thứ gì là tiêu cực. Đáng để ý là, trong những năm trước đó Tagore không kính trọng Swami Vivekananda cho lắm vì ông thờ các bức tượng. Mặt khác, Vivekananda cũng không có mấy ấn tượng về Tagore, mặc dù ông đã từng tiếp xúc với cha của Tagore Maharshi Debendra Nath. Vivekananda hát rất hay là thường hát nhiều bài Bhajans, bao gồm mười hai bài viết và sáng tác bởi Tagore.
Mahatma Gandhi người đã đích thân cố gắng cải cách Ấn Độ giáo đã nói: Những tác phẩm của Swami Vivekananda không cần một lời giới thiệu từ một ai cả. Tự thân chúng đã có một sự thu hút không cản lại được.
Mặc dù có lẽ là không dễ nhận thấy, Swami Vivekananda đã khởi xướng phong trào giành lại độc lập cho Ấn Độ. Những tác phẩm của đã đem lại nguồn cảm hứng cho cả một thế hệ các nhà tranh đấu cho tự do, đặc biệt là ở Bengal và trên toàn cõi Ấn Độ. Người nổi bật nhất là Subhash Chandra Bose:
Tôi không thể viết về Vivekananda mà không đi vào trạng thái say mê. Chỉ một vài người thật sự hiểu được ông ngay cả trong những người có diễm phúc ở gần ông ta. Nhân cách của ông đa dạng, thâm thúy và phức tạp... Coi thường sự hy sinh của bản thân, không ngừng hoạt động, tình thương vô hạn, sâu sắc và toàn diện về kiến thức, dồi dào tình cảm, không nhân nhượng trong việc đả kích nhưng vẫn đơn giản như một đứa bé, ông là một nhân cách hiếm có trong thế giới của chúng ta...
Aurobindo Ghosh, thực sự đã xem Swamiji như là người hướng dẫn mình. Trong khi ở Nhà tù Alipore, Sri Aurobindo thường được viếng thăm bởi Swami Vivekananda trong khi ông thiền định. Swamiji đã hướng dẫn về yoga cho Sri Aurobindo.
Vivekananda là một linh hồn đầy sức mạnh nếu như đã từng có một linh hồn như thế, một con sư tử giữa nhân loại, nhưng những tác phẩm mà ông để lại là khá không tương xứng với ấn tượng của chúng ta về sức sáng tạo và năng lượng của ông. Chúng ta cảm nhận rằng ảnh hưởng của ông vẫn còn khá lớn, chúng ta không biết thế nào, từ đâu, trong một thứ chưa hình thành, một thứ như sư tử, khổng lồ, thuộc về trực giác, đang dâng lên và đi vào linh hồn của Ấn Độ và chúng ta nói rằng, "Hãy nhìn, Vivekananda vẫn sống trong linh hồn của quê mẹ và trong linh hồn của những người con của quê hương"--Sri Aurobindo--1915 in Vedic Magazine.
Ở nước ngoài, ông có tiếp xúc với Max Mueller. Nikola Tesla là một trong những người bị ảnh hưởng bởi triết lý Vedic diễn giảng bởi Swami Vivekananda.

## Tác phẩm
Các cuốn sách của ông (biên soạn từ các bài giảng vòng quanh thế giới) về bốn loại Yoga (Raja Yoga, Karma Yoga, Bhakti Yoga, Jnana Yoga) rất có ảnh hưởng và vẫn được xem là các cuốn sách căn bản cho bất cứ ai thích thực tập Yoga của người Hindu. Các lá thư của ông có giá trị lớn về văn học và tâm linh. Ông cũng hát rất hay và là một nhà thơ. Ông đã sáng tác nhiều bài hát bao gồm bài mà ông ưa thích nhất Kali người Mẹ. Ông sử dụng tính khôi hài trong các bài nói chuyện của mình, ngôn ngữ rất trôi chảy và tự do. Những tác phẩm viết bằng tiếng Bengal của ông chứng minh sự việc rằng ông tin rằng lời nói - nói hay viết nên được làm cho mọi việc dễ hiểu hơn là phô trương kiến thức của người nói hay của người viết.

## Sách vở bởi Swami Vivekananda
- The complete Works of Swami Vivekananda ISBN 81-85301-46-8
- Jnana Yoga by Swami Vivekananda ISBN 0-911206-21-3
- Raja Yoga by Swami Vivekananda ISBN 0-911206-23-X
- Karma Yoga and Bhakti Yoga by Swami Vivekananda ISBN 0-911206-22-1
- Life of Vivekananda by Romain Rolland ISBN 81-85301-01-8
- Vivekananda: A Biography by Swami Nikhilananda ISBN 0-911206-25-6
- The life of Swami Vivekananda by his eastern and western disciples ISBN 81-7505-044-6
- Swami Vivekananda: A Reassessment by Narasingha P. Sil ISBN 0-945636-97-0

## Các câu nói
"Each soul is potentially divine. The goal is to manifest this divinity within, by controlling nature, external and internal. Do this either by work, or worship, or psychic control, or philosophy - by one, or more, or all of these - and be free. This is the whole of religion. Doctrines, or dogmas, or rituals, or books, or temples, or forms, are but secondary details."
"The one theme of the Vedanta philosophy is the search after unity. The Hindu mind does not care for the particular; it is always after the general, nay, the universal. "what is it that by knowing which everything else is to be known." That is the one search."
"Look upon every man, woman, and everyone as God. You cannot help anyone, you can only serve: serve the children of the Lord, serve the Lord Himself, if you have the privilege."
"It may be that I shall find it good to get outside of my body -- to cast it off like a disused garment. But I shall not cease to work! I shall inspire men everywhere, until the world shall know that it is one with God."
"Mankind ought to be taught that religions are but the varied expressions of THE RELIGION, which is Oneness, so that each may choose the path that suits him best."
" So long as even a single dog in my country is without food, my whole religion will be to feed it."
"This is the gist of all worship - to be pure and to do good to others. He who sees Siva (Hindu God) in the poor, in the weak, and in the diseased, really worships Siva, and if he sees Siva only in the image, his worship is but preliminary. He who has served and helped one poor man seeing Siva in him, without thinking of his caste, creed, or race, or anything, with him Siva is more pleased than with the man who sees Him only in temples." 
"Aye, who ever saw money make the man? It is man that always make money. The whole world has been made by the energy of man, by the power of enthusiasm, by the power of faith."
"It is a tremendous error to feel helpless. Do not seek help from anyone. We are our own help. If we cannot help ourselves, there is none to help us."
" All power is within you, you can do anything and everything. Believe in that, do not believe that you are weak... You can do anything and everything, without even the guidance of any one. All power is there. Stand up and express the divinity with you... Arise, awake, sleep no more. With each of you there is the power to remove all wants and all miseries. Believe in this, that power will be manifested. "
"On this basic - being right and doing right the whole world can unite."